# Серафим (Верзун)
Серафи́м (в миру Сергій Дмитрович Верзун; 8 жовтня 1949, Київ — 7 квітня 2012) — єпископ Української православної церкви Київського патріархату.
З 1957 по 1967 рр. навчався у середній школі.
У 1968—1975 рр. працював у кінотеатрі «Київ» спочатку на посаді учня кіномеханіка, потім на посаді інженера автоматизованих кіноустановок. 
1975 р. зарахований на посаду паламаря у штат Свято-Володимирського кафедрального собору.
З 1976 по 1979 рр. навчався в Одеській духовній семінарії.
2 серпня 1978 р. рукоположений митрополитом Одеським і Херсонським Сергієм у сан диякона, 
10 грудня того ж року — у сан священика.
16 серпня 1979 р. призначений настоятелем Петро-Павловської церкви села В. Хутір Черкаської області.
У 1982 р. нагороджений камилавкою; 
1985 р. — наперсним хрестом; 
1988 р — возведений у сан протоієрея.
25 вересня 1992 р. хіротонізований на єпископа Житомирського і Овруцького, 
12 січня 1993 року переведений на катедру єпископа Луцького і Волинського, де перебув до 11 листопада 1993 року, коли був призначений єпископом Володимир-Волинським, вікарієм Волинської єпархії. 
12 квітня 1995 року призначений єпископом Рівненським і Острозьким.
27 жовтня 1995 р. возведений у сан архиєпископа.
4 квітня 2000 р. звільняється від керування Рівненською єпархією і почисляється на спокій.
19 липня 2000 р. призначається архиєпископом Одеським і Балтським, керуючим Одесько-Балтською єпархією.
19 листопада 2002 р. призначається архиєпископом Кіровоградським і Голованівським, керуючим Кіровоградською єпархією.
Удостоєний вищих церковних нагород: Ордену Христа Спасителя (23.01.2004 р.), Ордену Святого Архистратига Божого Михаїла (2000 р.) та Ордену святого рівноапостольного князя Володимира Великого ІІ ступеня (1999 р.).
У листопаді 2008 р. Священний синод УПЦ Київського патріархату понизив архієпископа Серафима до сану єпископа і звільнив його на спокій — за участь у незаконній «архієрейській хіротонії».
На спокої проживав у Богуславському районі, де і упокоївся в лікарні 7 квітня 2012 року. За два дні до смерті владика Серафим запросив до себе місцевого священика Київського патріархату, сповідався та причастився Христових Таїн.
Відспівування спочилого відбулося у Свято-Миколаївському Богуславському монастирі в понеділок, 9 квітня, після Літургії. З благословення Святійшого Патріарха Філарета заупокійну відправу очолив єпископ Васильківський Феодосій.